# Keyenberg
Keyenberg (ab 1. Juli 2026 Alt-Keyenberg) ist ein zu Erkelenz gehörendes Dorf im Kreis Heinsberg in Nordrhein-Westfalen. Es war geplant, dass die Ortschaft dem Tagebau Garzweiler weichen sollte, weshalb im Dezember 2016 eine Umsiedlung nach Keyenberg (neu) begann. Im Oktober 2022 gab RWE bekannt, den Abriss des Dorfes nicht mehr vorzusehen.

## Geografie

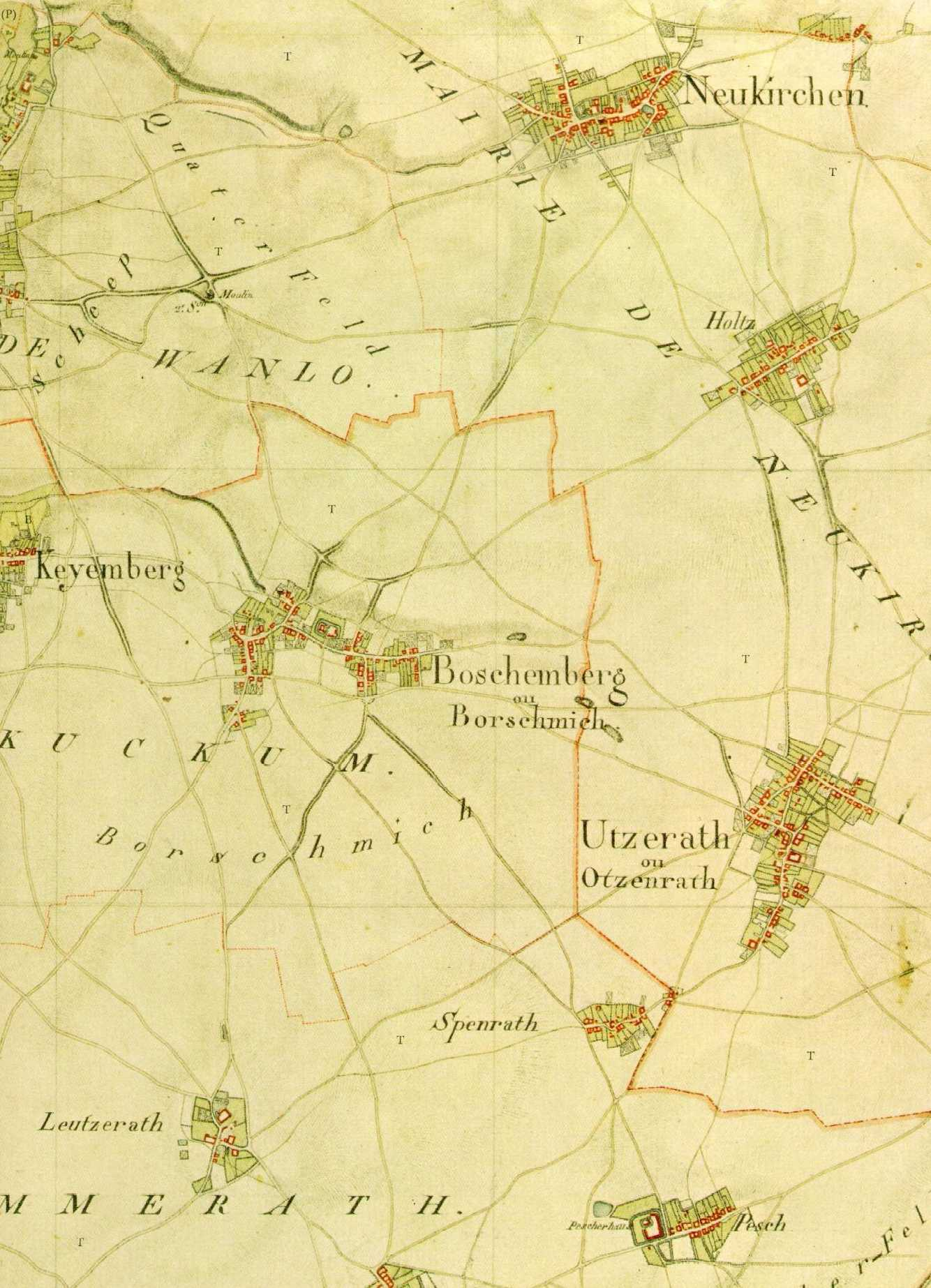
Keyenberg und Nachbarorte auf der Tranchotkarte um 1806

Keyenberg liegt am Rande der Erkelenzer Börde im Quellgebiet der Niers.

### Lage
An Keyenberg grenzt im Norden Mönchengladbach-Wanlo, im Osten der Tagebau Garzweiler, anstelle des abgebaggerten Dorfes Borschemich und im Süden Lützerath und Holzweiler, sowie im Westen Westrich und Kuckum.

### Gewässer
- Die Niers

### Geologie
Im Untergrund liegen Braunkohleflöze aus dem Tertiär.

## Geschichte

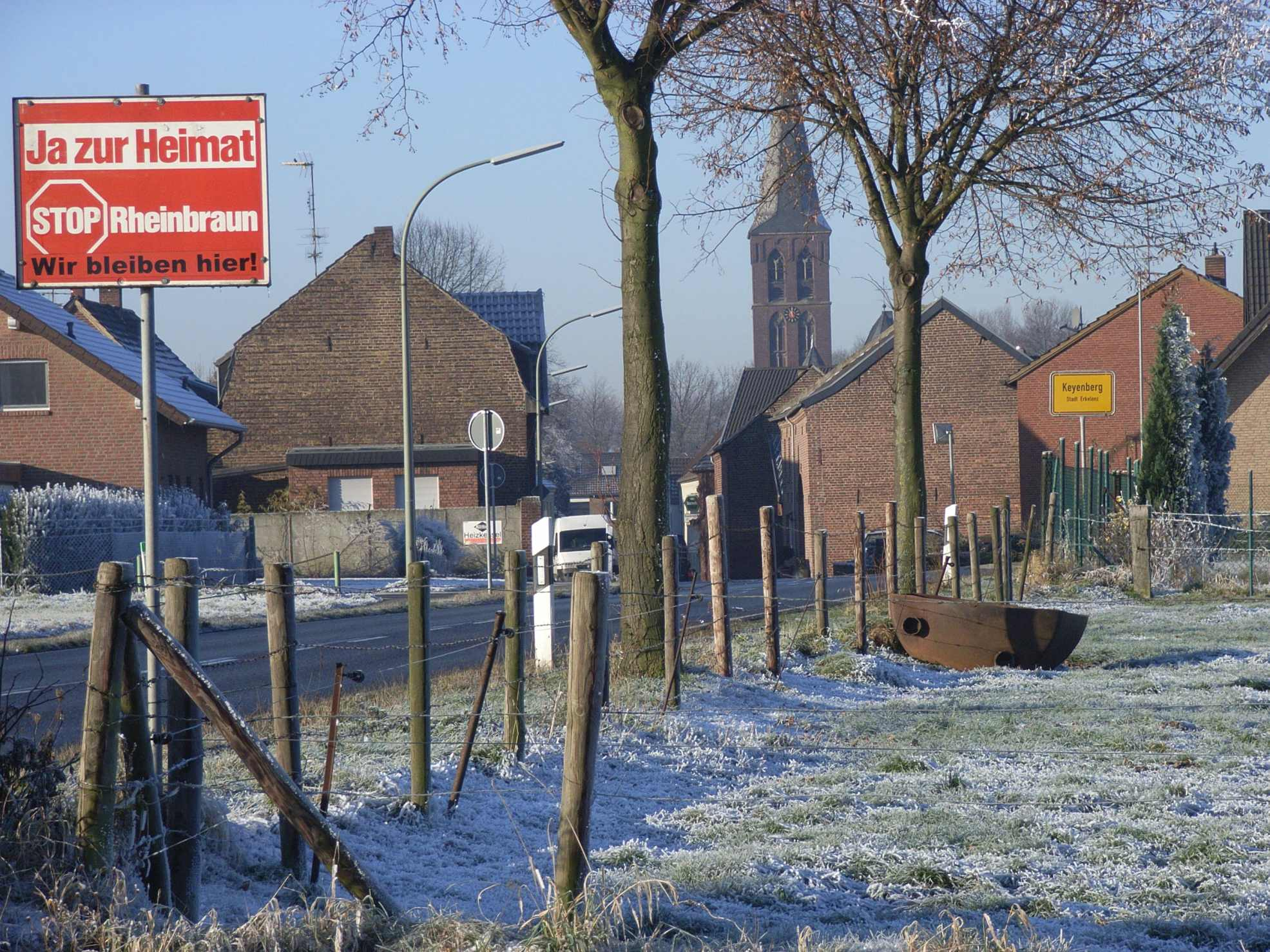
Ortseinfahrt Keyenberg

Im Jahre 893 wurde der Ort erstmals urkundlich als Cheyenburghc erwähnt. Damals befand sich ein befestigter Herrenhof im Besitz der Abtei Prüm, hinzu kamen die Kirche und zehn kleinere Höfe. Jener Herrenhof lag nicht auf einem Berg, sondern in der Niersniederung. 1381 wurde er Keyenberch genannt.
Im Dorf gab es im Mittelalter zwei Rittersitze: Haus Keyenberg und Haus Patteren.
Spätestens seit dem 14. Jahrhundert gehörte Keyenberg zum Herzogtum Jülich. Von 1398 bis 1554 bildete der Dingstuhl Keyenberg mit Berverath und Westrich ein eigenes Gericht, dann wurde es dem Gericht Wanlo zugeschlagen. Wanlo wiederum lag im Amt Kaster des Herzogtums Jülich.
Im Achtzigjährigen Krieg hatte das Dorf in den Jahren 1585 und 1586 unter dem Einfall spanischer Truppen zu leiden. Im März 1642 zerstörten hessische Truppen im Dreißigjährigen Krieg mehrere Häuser, darunter den Rittersitz Patteren.

### Haus Keyenberg
Das zweigeschossige Herrenhaus mit vorspringendem dreigeschossigen Eckturm, Haus Keyenberg, wurde im Jahre 1657 von Johann Heinrich von Hanxleden (Hanxler), der mit Anna Catharina von Hocherbach vermählt war, neu errichtet. Nachdem mit Anna von Zours zu Keyenberg im Jahre 1655 dieses Geschlecht ausstarb, wurde die Mutter der Anna Catharina, Catharina von Hocherbach geborene Kintzweiler zu Müddersheim, Erbin zu Keyenberg. Am 25. April 1655 erschien sie, begleitet von ihrem Notar, um ihr Erbe, das ritterliche Gut Haus Keyenberg, in Besitz zu nehmen. Im Jahr 1669 erbaute sie die Antoniuskapelle Müddersheim. Sie war die Enkelin der Johanna von Zours, der Tochter des Johann von Zours zu Keyenberg und der Maria von Jülich. Maria von Jülich war die Tochter des Herzogs Wilhelm von Jülich-Berg († 1511), dem letzten Herzog aus dem Stamm der Hengebach, begraben im Dom zu Altenberg.
Unter der französischen Herrschaft von 1794 bis 1814 gehörte Keyenberg zur Mairie Kuckum im Kanton Erkelenz.
1815 gelangte Keyenberg zu Preußen. Die ehemalige Mairie Kuckum wurde zur Bürgermeisterei Keyenberg im Landkreis Erkelenz, aber ohne den Ort Kuckum, das zur Bürgermeisterei Wanlo kam. Die neue Bürgermeisterei Keyenberg bestand aus den Orten Berverath, Borschemich, Kaulhausen, Keyenberg, Venrath und Westrich.
Die Bürgermeisterei wurde 1848 in die drei Spezialgemeinden Keyenberg, Borschemich und Venrath aufgeteilt. Zu Keyenberg gehörten Berverath und Westrich, zu Venrath Kaulhausen. Die Bürgermeisterei blieb aber weiterhin bestehen.
Am 27. Februar 1945 nahmen während der Operation Grenade amerikanische Soldaten des 175. Regiments der 29. US-Infanteriedivision (29th Infantry Division) das Dorf ein.
1938 wurden die Bürgermeistereien Keyenberg und Immerath zum neuen Amt Holzweiler zusammengelegt. Am 1. Januar 1972 wurde das Amt aufgelöst und seine Gemeinden Teil der Stadt Erkelenz.

### Schulgeschichte
Bereits 1606 wird in Keyenberg eine Schule erwähnt. Zunächst diente das Küsterhaus als Schule. Neben dem Pfarrhaus wurde 1717 ein Gebäude errichtet, das gut hundert Jahre als Schule diente. Im Jahre 1814 waren außerhalb der Erntezeiten 86 Kinder schulpflichtig und zahlten dem Lehrer je 4 1/2 Stüber Schulgeld. Auf amtliche Anordnung (das Rheinland gehörte seit 1814/15 zu Preußen) wurde 1828 westlich der Kirche ein neues Schulgebäude errichtet und etwas später eine Lehrerwohnung angegliedert. Schon 1849 war ein größeres Gebäude mit zwei Schulsälen notwendig geworden, dem 1875 ein dritter Schulsaal und eine zweite Lehrerwohnung angefügt wurde. 1963 zog die katholische Volksschule in ein neues Gebäude an der Lindenallee und wurde 1969 zur Gemeinschaftsgrundschule umgewandelt. Diese wird auch von den Kindern der Nachbarorte besucht.

### Religion
Keyenberg hat die älteste Kirche im Erkelenzer Land. Im Jahre 893 war sie Eigenkirche der Abtei Prüm. Im 13. Jahrhundert gelangte die Kirche vermutlich vorübergehend  an das Haus Wickrath. 1289 wurde erstmals das Kölner Stift St. Maria im Kapitol als Patronatsherr erwähnt, bis 1794 verblieb die Keyenberger Kirche in dessen Besitz. Um 1720 entstand durch den damaligen Pfarrer die Legende, dass die Kirche in Keyenberg durch die Heilige Plektrudis errichtet worden sei. Die Reformation hatte anders als in Otzenrath, in Keyenberg und Borschemich nicht Fuß fassen können. Im 18. Jahrhundert feierten die katholischen Keyenberger jeden Übertritt eines evangelischen Erwachsenen mit Böllerschüssen. Bis 1804 gehörte der Nachbarort Borschemich als Filialkirche zu Keyenberg, bevor dieser dann selbstständige Pfarrgemeinde wurde. Am 1. Januar 2010 wurde die Kirchengemeinde mit zehn anderen Kirchengemeinden zur Pfarrgemeinde St. Maria und Elisabeth Erkelenz zusammengeschlossen. Die Mehrheit der Bevölkerung ist heute katholisch. Die evangelischen Einwohner gehören zur Gemeinde Wickrathberg.

### Bevölkerungsentwicklung
Einwohnerzahlen der Ortschaft Keyenberg seit 1746:
| Jahr | 1767 | 1818 | 1871 | 1895 | 1961 | 1970 | 2008 | 2009 | 2010 | 2014 | 2016 | 2019 | 2022 |
| Ew   | 334  | 558  | 599  | 585  | 723  | 802  | 882  | 881  | 872  | 826  | 830  | 526  | 150  |

### Umsiedlung und Rettung

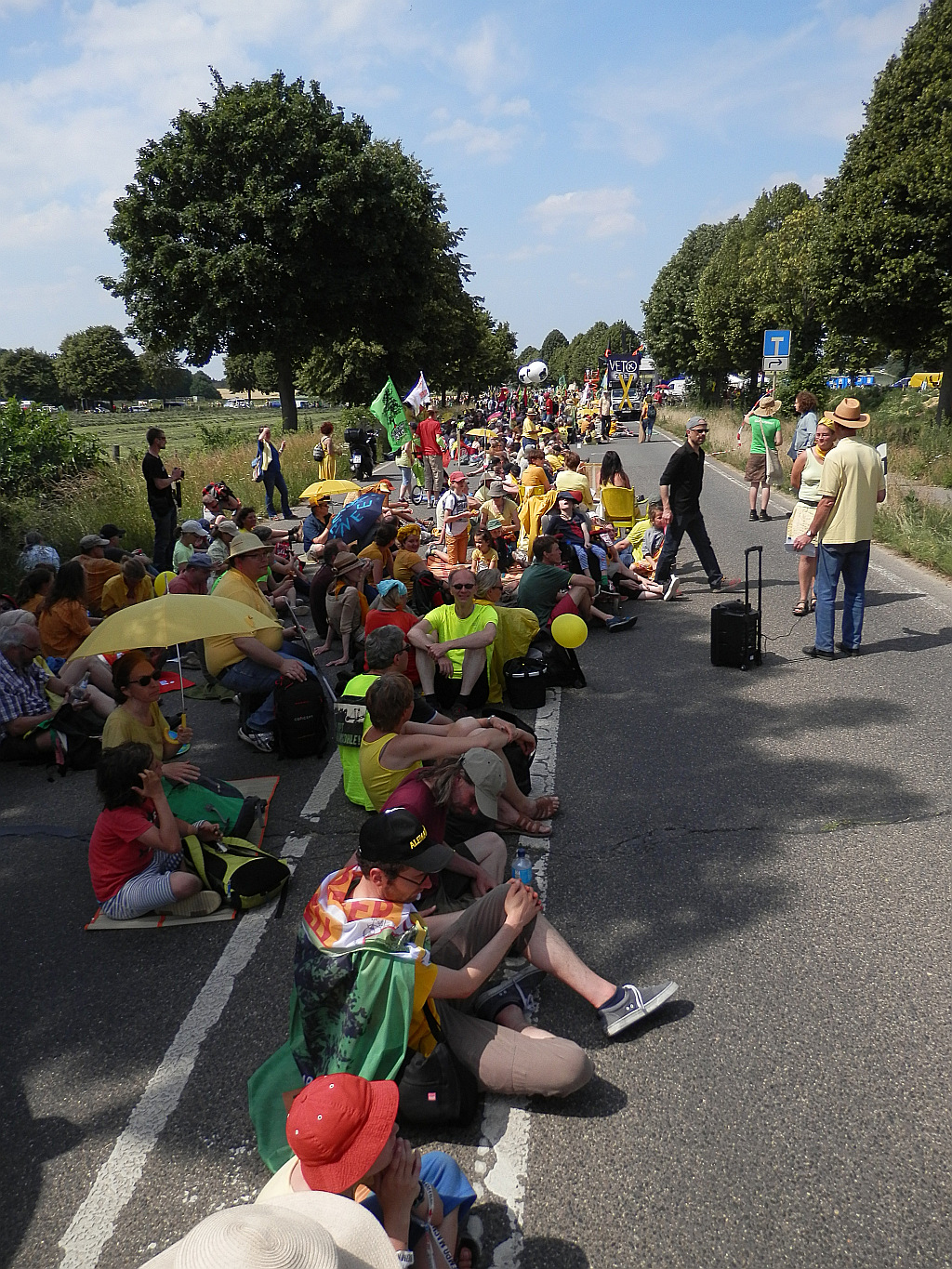
Demonstranten bilden eine „Gelbe Linie“ zwischen Tagebaukante und dem Dorf Keyenberg, 2019

Das Dorf Keyenberg befand sich seit 2016 in Umsiedlung und sollte dem Tagebau Garzweiler weichen. Die Kirche wurde 2019 an den Tagebaubetreiber RWE Power verkauft.
Seit dem Rodungsstopp für den vom Braunkohleabbau bedrohten Hambacher Forst im Oktober 2018 fanden auch in Keyenberg wiederholt Dorf- und Waldspaziergänge mit mehreren hundert Teilnehmern statt. Ein Protestmarsch von Fridays for Future am 22. Juni 2019 um den Tagebau Garzweiler fand mit geschätzten 8000 Teilnehmern am Rand von Keyenberg statt.
Die politische Entscheidung über die Weiterführung des Tagebaus Garzweiler wurde im März 2021 bis Ende 2026 ausgesetzt. Etwa 85 % der Bevölkerung hatte bis dahin Keyenberg verlassen. Im Oktober 2022 einigten sich die schwarz-grüne Landesregierung Wüst II und RWE, schon ab 2030 im Tagebau Garzweiler keine Braunkohle mehr abzubauen. Wie die anderen durch den Kohleausstieg 2030 geretteten Dörfer soll Keyenberg revitalisiert werden; Umsiedler können Häuser von RWE zurückkaufen.
Durch Beschluss des Rates der Stadt Erkelenz vom 14. Mai 2025 wird der Ort ab dem 1. Juli 2026 von Keyenberg in Alt-Keyenberg umbenannt werden.

## Kultur und Sehenswürdigkeiten

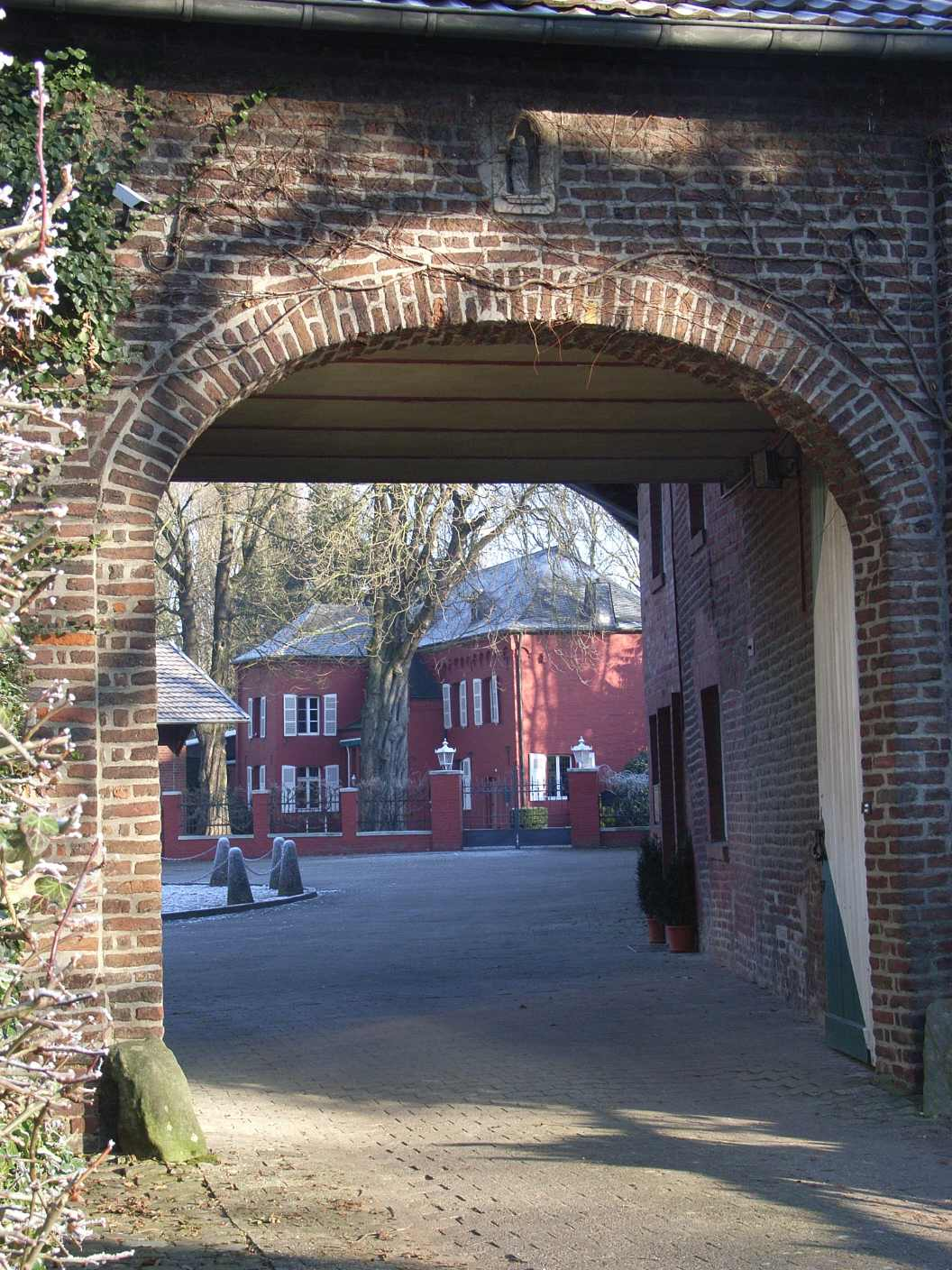
Blick auf Haus Keyenberg durch den Torbogen der Vorburg

### Bauwerke
- Die Heilig-Kreuz-Kirche

Der erste Kirchenbau war eine spätkarolingische Saalkirche. Im Laufe der Jahrhunderte erlebte der Bau verschiedene Um- und Neubauten. Die heutige Kirche stammt aus dem Jahr 1912 mit einem neugotischen Chor von 1868. Eine romanische Inschrifttafel aus den Jahren 1089 bis 1099 ist erhalten. Das Bild im Turmeingang wurde von dem Wanloer Maler Gustav Kaspers gemalt und ist noch erhalten. Die Kirche wurde 2019 an den Tagebaubetreiber RWE Power verkauft und 2021 profaniert.
- Haus Keyenberg, eine ehemalige Wasserburg mit fünfseitiger Vorburg und einem erneuerten zweiflügligen Herrenhaus.
- Die Keyenberger Motte war im frühen Mittelalter eine befestigte fränkische Bauernsiedlung.

### Regelmäßige Veranstaltungen
- Das Schützenfest wird am 5. Sonntag nach Ostern veranstaltet. Im Jahr 2019 fand das letzte Schützenfest im alten Ort (als Bezirksschützenfest des Bezirksverbandes Erkelenz) statt. Die Tradition des Schützenwesens wird seit 2020 im neu entstehenden Umsiedlungsstandort fortgesetzt.
- Der Karnevalsumzug am Veilchendienstag wird von der Keyenberger Karnevalsgesellschaft Grubenrand Piraten e. V. organisiert und veranstaltet. Im Jahr 2019 fand der letzte Karnevalszug im alten Ort statt. Die Tradition des Karnevalsbrauchtums wird seit 2020 im neu entstehenden Umsiedlungsstandort fortgesetzt.

### Vereine
- TuS Keyenberg
- Schützenbruderschaft „St. Sebastianus“
- Musikverein „St. Josephs“ Keyenberg
- Keyenberger Karnevalsgesellschaft Grubenrand Piraten e. V.
- Dorfgemeinschaft Keyenberg Westrich Berverath e. V.

Die hier genannten Vereine führen ihre Tätigkeiten in den neu entstehenden Orten fort.

## Infrastruktur
- Katholischer Kindergarten Keyenberg
- Gemeinschaftsgrundschule Keyenberg
- Freiwillige Feuerwehr Erkelenz – Löschgruppe Keyenberg

## Verkehrsanbindung

### Straße
Am Autobahndreieck Mönchengladbach-Wanlo gibt es Zufahrtmöglichkeiten auf die A 61 und auf die A 46 Richtung Erkelenz oder Richtung Neuss.

### Bahn
In Jüchen-Hochneukirch befindet sich der Bahnhof Hochneukirch an der Bahnstrecke Mönchengladbach–Köln–Koblenz. Hier halten Regionalzüge der Linien RE8 und RB27 tagsüber etwa im Halbstundentakt.

### Bus
Die Buslinie EK 1 (Erkelenz–Kaulhausen–Keyenberg) fahren Keyenberg montags bis freitags an.
Zudem verkehrt der Multi-Bus seit dem 9. Juni 2024 kreisweit erweitert und zu einheitlichen Bedienzeiten. Mehr Informationen gibt es bei WestVerkehr.
| Linie | Verlauf |
| ----- | --- |
| EK1   | (Erkelenz ZOB →) Erkelenz Bf → Wockerath → Terheeg → Venrath → Kuckum → (Berverath →) Unterwestrich → Abzw. Oberwestrich → Keyenberg → Holzweiler → Kückhoven → Immerath (neu) → Bellinghoven → Erkelenz Bf (→ Erkelenz ZOB) |

## Persönlichkeiten
- Matthias Claessen (* 1677 in Keyenberg; † 1734) war 34 Jahre lang Pfarrer in Keyenberg und Verfasser der örtlichen Plektrudis-Legende.
- Wilhelm Corsten (* 20. Juli 1890 in Keyenberg; † 3. März 1970 in Köln), von 1921 bis 1934 Erzbischöflicher Kaplan und Geheimsekretär des Kölner Erzbischofs Karl Joseph Schulte, ab 1941 Kölner Domkapitular und Päpstlicher Hausprälat.